# Monegeti
Monegeti o Moneghetti (en francés: Les Moneghetti y también escrito Moneghetti / Bd. de Belgique) es una circunscripción electoral y administrativa de Mónaco (uno de sus 10 barrios o nuevos distritos) , y parte del tradicional distrito de La Condamine.  

## Geografía
Monegeti está ubicado en la frontera norte central del país, y delimita con la vecina ciudad francesa de Beausoleil, como otro distrito de Mónaco, Fontvieille. 
El distrito destaca por su inclinación, debido a que está ubicado en un área donde los Alpes descienden directamente hasta el Mediterráneo.
En ella está la iglesia del Sagrado Corazón, y también está la base de la Asociación de Guías y Scouts de Mónaco (Association des Guides et Scouts de Monaco).

## Transporte
El distrito es atravesado por el Bulevar de Rainiero III y el Bulevar del Jardín Exótico, Además del Bulevar Belgique (Bélgica). Otras calles incluyen la Rue Bosio, la Rue Louis Aureglia, la Rue Augustin vento y la Rue Malbousquet.